# フランシス・プレストン・ブレア・ジュニア

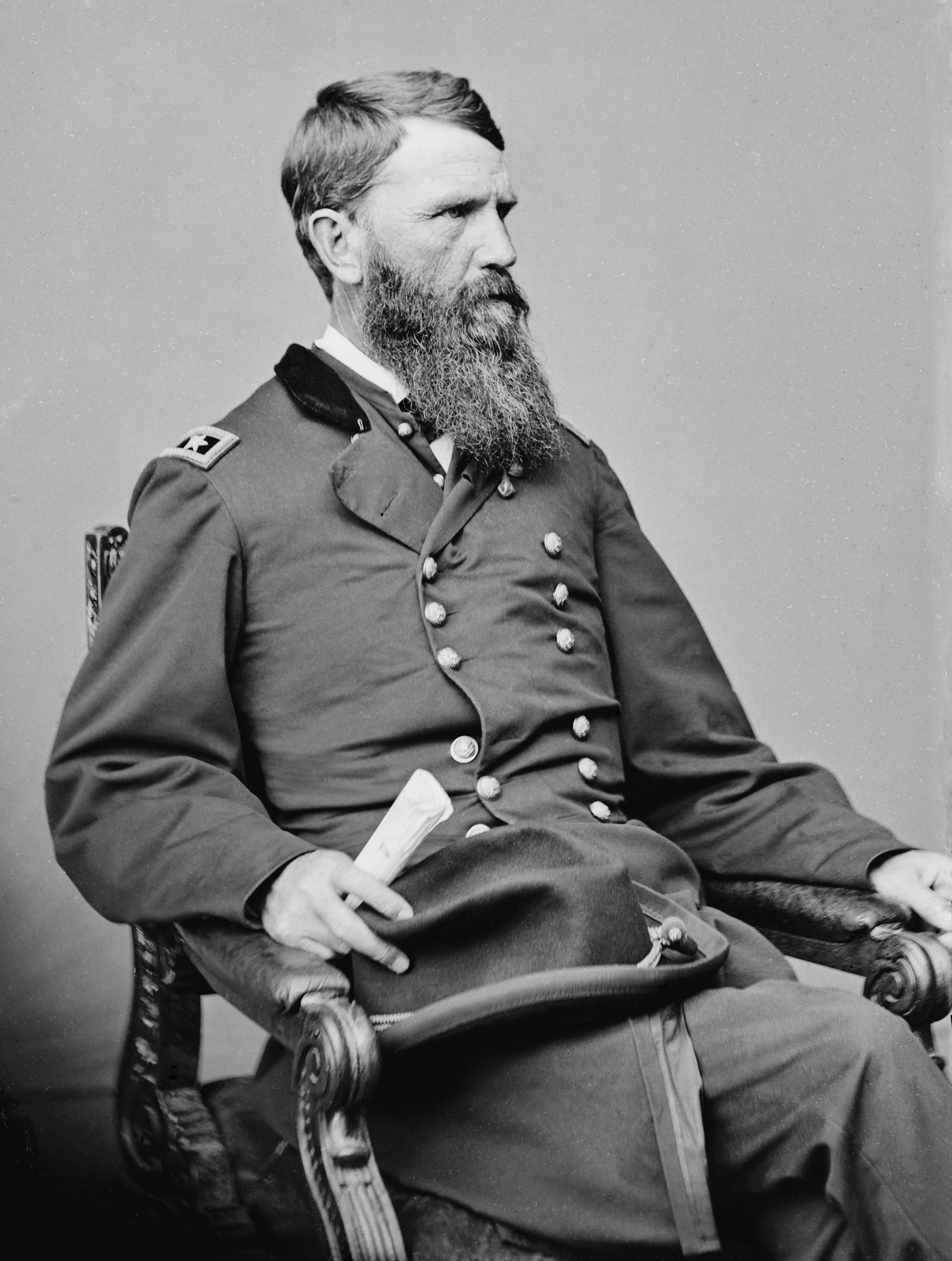
フランシス・プレストン・ブレア・ジュニア

フランシス・プレストン・ブレア・ジュニア（Francis Preston Blair, Jr., 1821年2月19日 - 1875年7月8日）は、アメリカ合衆国の政治家で、南北戦争中の北軍司令官。

## 若年期の経歴
ブレアは、『ワシントン・グローブ』紙社主でアンドリュー・ジャクソン大統領の側近的存在だったフランシス・プレストン・ブレア・シニアの子として、ケンタッキー州レキシントンで生まれた。弟にモンゴメリー・ブレア、従弟にB・グラッツ・ブラウンがいる。
彼はワシントンD.C.の学校に通い、1841年にプリンストン大学を卒業し、トランシルバニア大学で法律を学んだ。レキシントンで弁護士資格を取り、1842年セントルイスで実習した。ブレアは米墨戦争に参加し、スティーブン・W・カーニー将軍によって安全にされた後、ニューメキシコ準州の検事長に任命された。トーマス・ハート・ベントンの個人的で政治上の友人であり、彼は奴隷制に反対する視点で知られるようになった。彼はまた活動的な自由土地党員で、1852年にはアメリカ合衆国下院に選出された。再選をかけた1858年の選挙には敗れるが、1860年にはカムバック当選した。議会では重要な軍事対策委員会の議長を務めた。

## 南北戦争
1860年12月のサウスカロライナ州の脱退直後、ブレアは南部の指導者が中立のミズーリ州を脱退に巻き込もうと計画していることを憂慮し、それを防ぐために活発な努力を開始した。ブレアは私兵組織「ワイド・アウェイクス」から1000名の精鋭を秘密部隊として緊急事態に備えた。戦闘が不可避になった時、ナサニエル・ライアンと協力してセントルイスの連邦兵器庫に貯蔵してあった武器弾薬をイリノイ州オールトンに移した。その数日後、同兵器庫を占拠しようとセントルイス郊外に展開した州防衛軍を、ブレア率いる部隊が包囲してこれを捕虜とした。これが南北戦争初期において連邦側にミズーリにおける優勢をもたらした。しかしその後のセントルイスの虐殺は、同州の脱退派の憎悪を燃え上がらせた。
1862年8月、ブレアは志願兵部隊の准将に昇進、11月には少将になり、第1旅団を司令した。米国陸軍では、彼はビックスバーグの戦いと第三次チャタヌーガの戦いで1個師団の指揮、ジョージア州と南北カロライナ州における最後の戦いで司令官をつとめたウィリアム・シャーマンの部下のひとりであった。

## 南北戦争以後の活動
南北戦争でブレアは私財のほとんどを合衆国の支援のために使い果たし、破産してしまった。1866年には、彼の父親や兄弟と共にレコンストラクション政策に反対し、それがきっかけで共和党を去った。1868年には民主党からホレイショ・シーモアの副大統領候補として大統領選挙を戦ったが、南北戦争の英雄ユリシーズ・グラント将軍の前にあえなく落選した。1871年、ブレアはミズーリ州議会によって合衆国上院議員に選出されたが、1873年には再選されなかった。同年彼は脳疾患を患い、その後遺症から回復することはなかった。1875年7月9日死去。遺体はセントルイス市内のベルファウンテン墓地に埋葬された。

## ブレアハウス
ブレアの父が1836年に購入し、以後一世紀以上にわたってブレア家の邸宅だったのが、1942年に合衆国大統領迎賓館となったブレアハウスである。ホワイトハウスに隣接するこの邸宅でフランシス・ジュニアも生涯の大半を過ごした。